# 3741 Роджербернс
3741 Роджербернс (3741 Rogerburns) — астероїд головного поясу, відкритий 2 березня 1981 року.
Тіссеранів параметр щодо Юпітера — 3,305.